# Amonovula
Amonovula is een geslacht van weekdieren uit de klasse van de Gastropoda (slakken).

## Soorten
- Amonovula piriei (Petuch, 1973)